# Toundra et champs de glace des monts de la côte pacifique
Localisation
La toundra et les champs de glace des monts de la côte pacifique (Pacific Coastal Mountain icefields and tundra) est une écorégion terrestre nord-américaine du type toundra du World Wildlife Fund

## Répartition
Cette écorégion s'étend de la péninsule Kenai le long du golfe d'Alaska et de la frontière canadienne jusqu'au Sud de l'Alaska du Sud-Est. Au Canada, l'extrême Sud-Ouest du Yukon et une portion de la Colombie-Britannique contiguë à la frontière de l'Alaska sont inclus dans l'écorégion.

## Topographie
Les paysages de la toundra et les champs de glace des monts de la côte pacifique s'inscrivent dans un contexte de hautes montagnes et de relief très accidenté. Depuis le niveau de la mer, le gradient altitudinal est de 4 500 m. Les pentes escarpées sont généralement au-delà de 7 degrés et dépassent souvent 20 degrés. La plupart des sommets se situent entre 2 100 m et 3 050 m, certains dépassant 5 000 m (comme le mont Logan culminant à 5 959 m d'altitude et le mont Peak à 5 175 m). Les glaciers Hubbard, Seward et Malaspina font partie de cette écorégion.

## Climat
Il est difficile de dresser un portrait précis du climat de la toundra et des champs de glace des monts de la côte pacifique en raison de l'absence de mesures météorologiques à long terme et d'une grande variabilité climatique de surcroît. Influencé par le climat maritime, les flancs ouest des montagnes de cette écorégion peuvent recevoir jusqu'à 7 000 mm de précipitations annuellement. Sur le versant canadien, à l'est, par effet de foehn, on peut ne recevoir aussi peu que 1 000 mm annuellement. D'après les données enregistrées sur le versant canadien, la température annuelle moyenne est de −0,5 °C. La température hivernale moyenne est de −11,5 °C et la température estivale moyenne est de 10 °C. 

## Faune
Une grande partie de cette toundra est dépourvue de végétation en raison de la présence de glaciers, de la rigueur du climat et d'un substrat édaphique suffisant. Là où les conditions permettent l'établissement de la végétation, celle-ci se compose de broussailles de faibles tailles (nanochaméphytes) comprenant notamment Phyllodoce aleutica (Spreng.) A. Heller et d'autres Ericacées (e.g. Cladothamnus pyroliflorus (= Elliottia pyroliflora (Bong.) S.W.Brim & P.F. Stevens). Les conditions sur les versants en faible altitude sont plus propices et on y trouve un couvert végétal plus diversifié. À mesure que l'on descend, les arbres font leur apparition avec, nommément, le Sapin subalpin, la Pruche subalpine et l'Épinette de Sitka. Tout au pied des versants, en bordure d'écorégions voisines, peuvent se rencontrer des forêts plus denses où s'ajoute aussi la Pruche de l'Ouest. Dans la péninsule Kenai croît une végétation transitionnelle entre la forêt côtière du Pacifique Nord et la taïga typique de l'intérieur de l'Alaska.

## Conservation
On estime cette écorégion intacte dans une proportion de 95 %.